# Armand De Decker
Pour les articles homonymes, voir De Decker.
Armand De Decker, né le 8 octobre 1948 à Bruxelles et mort le 12 juin 2019, à Woluwe-Saint-Lambert, est un homme politique belge libéral.
Président du Sénat de Belgique de 1999 à 2004, puis de 2007 à 2010. Il quitte le MR en 2018, après son inculpation dans l'affaire du Kazakhgate.

## Biographie
Originaire de Schaerbeek en région bruxelloise, Armand De Decker est le fils du peintre Luc De Decker et d'une enseignante. Il a un frère unique, l'écrivain Jacques De Decker, secrétaire perpétuel de l'Académie royale de langue et de littérature françaises de Belgique. Son épouse, Jacqueline Rousseaux-De Decker, est députée régionale bruxelloise.

### Formation et parcours
Licencié en droit de l'ULB, avocat, Armand De Decker devient député libéral vers trente ans et secrétaire général adjoint du parti libéral sous la présidence de Jean Gol. Il est président du parlement de la Région bruxelloise de juin 1995 au 13 juillet 1999 puis président du Sénat à deux reprises : une première fois du 14 juillet 1999 au 20 juillet 2004, et une deuxième 12 juillet 2007 à juillet 2010. C'est un royaliste convaincu qui défend publiquement la monarchie. En juillet 2004, à la suite du départ de Louis Michel à la Commission européenne, Armand De Decker est nommé ministre fédéral de la Coopération au développement. Il restera au gouvernement jusqu'en juillet 2007. Il redevient président du Sénat, le 12 juillet 2007, après avoir démissionné de son poste de ministre,.
Armand De Decker est bourgmestre d'Uccle depuis décembre 2006 ; « empêché » jusqu'en juillet 2007 — période au cours de laquelle son prédécesseur Claude Desmedt exerce la fonction —, il devient bourgmestre effectif d'Uccle à la suite de sa démission ministérielle. Début novembre 2007, le roi Albert II charge le président de la Chambre Herman Van Rompuy et le président du Sénat Armand De Decker de « prendre une initiative afin d'entamer un dialogue sur la poursuite de l'élaboration équilibrée de nos institutions et un renforcement de la cohésion entre les communautés », selon les termes du communiqué royal. Dans cette optique, Armand De Decker a proposé de mettre sur pied un « collège national pour le dialogue des Communautés » composé de commissaires royaux, mais ce projet est tombé à l'eau. Armand De Decker a fait partie en 2008 du groupe de 18 responsables politiques chargés de négocier la prochaine réforme de l'État sous d'Yves Leterme. Il est nommé ministre d'État en 2009, et réélu sénateur direct de 2010 à 2014, et député bruxellois en 2014.

### Affaire Patokh Chodiev
En 1999, à la suite d'une plainte déposée par l'entreprise Tractebel qui considère leur avoir alloué des frais de consultance suspects à hauteur de 55 millions euros, Patokh Chodiev et ses associés font l'objet de poursuites judiciaires en Belgique. Chodiev a toutefois pu bénéficier de la récente loi belge permettant la conclusion de transactions pénales qui lui a permis d'éteindre l'action pénale moyennant un paiement de 522 500 euros. 
Le 4 novembre 2016, la presse révèle qu'Armand De Decker aurait joué un rôle central dans cette affaire de corruption liée à Patokh Chodiev, et aurait touché 740.000 euros .
Armand De Decker a été l'avocat de l'homme d'affaires belgo-kazakh Patokh Chodiev en 2011, en parallèle de son activité parlementaire. À partir de 2012, la justice française enquête sur des soupçons de corruption autour d'une proposition de loi déposée en février 2011, entrée en vigueur en mai, appliquée à Patokh Chodiev en juin, puis amendée en juillet 2011. Son rôle dans cette affaire serait central. Après être à nouveau mis en cause dans cette affaire par une commission d'enquête, il annonce sa démission du poste de bourgmestre d'Uccle le 17 juin 2017, afin de « préserver la sérénité dans la gestion de la commune ». Le 7 mai 2018, il est inculpé de trafic d'influence dans l'enquête belge sur le scandale du Kazakhgate.
Le procureur général de Mons Ignacio de la Serna a expliqué pourquoi l'ancien président du Sénat Armand De Decker avait été inculpé de trafic d'influence : « Il lui est reproché d'avoir utilisé son influence, à l'époque où il était vice-président du parlement et bourgmestre d'Uccle, d'avoir pris des contacts avec le cabinet de l'ancien ministre de la Justice Stefaan De Clerck et ses collaborateurs, en vue d'obtenir qu'une transaction pénale soit conclue, et surtout que monsieur Chodiev n'ait pas de casier judiciaire ».

### Démission
Le 7 mai 2018, Armand De Decker démissionne de son parti : dans l'après-midi, un email est adressé au président du MR, Olivier Chastel; l’information est confirmée par la présidence du parti et par Olivier Chastel lui-même via Twitter.
Il meurt en juin 2019 à l'âge de 70 ans.

## Décorations

### Décorations belges
- Grand-croix de l'ordre de la Couronne (6 juin 2010)[16]
- Grand-croix de l'ordre de Léopold II (11 mai 2003)
- Grand officier de l’ordre de Léopold (9 juin 1999)

### Décorations étrangères
- Colombie : Grand officier de l’ordre de San Carlos (4 février 1997)[17]
- Danemark : Grand-croix de l’ordre de Dannebrog (28 février 2002) °
- Espagne : Grand-croix de l’Ordre d'Isabelle la Catholique (12 mai 2000) °
- Finlande : Grand-croix de l’Ordre de la Rose blanche (30 mars 2004) °
- France : Officier de l’Ordre national de la Légion d'honneur
- Grèce : Grand-croix de l’ordre du Phénix (1er janvier 1994)
- Italie : Grand-croix de l’ordre du Mérite (15 octobre 2002) °
- Malte : Grand-croix de l’ordre du Mérite civil
- Maroc : Grand-croix de l'Ordre du Ouissam alaouite (2008)[18]
- Mexique : Grand-croix de l’Ordre de l'Aigle aztèque (10 décembre 2002) °
- Norvège : Grand-croix de l’ordre royal du Mérite (20 mai 2003) °
- Pays-Bas : Grand-croix de l’Ordre d'Orange-Nassau
- Pérou : Grand-croix de l’ordre du Soleil (2006) *
- Suède : Grand-croix de l’Ordre royal de l'Étoile polaire (8 mai 2001) °
- Ordre de Malte : Grand-croix de l’ordre pro Merito Melitensi (2003)[19]